# Obererla
Obererla ist eine Ortschaft und eine Katastralgemeinde der Marktgemeinde Maria Taferl im Bezirk Melk in Niederösterreich. Die Ortschaft hat 166 Einwohner (Stand 1. Jänner 2024).

## Geografie
Das am Südabfall des Waldviertels liegende Dorf ist über die Landesstraße L83 erreichbar, von der eine Nebenstraße in den Ort führt. Zur Ortschaft zählt auch die Rotte Hilmanger im Nordwesten.

## Geschichte
Laut Adressbuch von Österreich waren im Jahr 1938 in Obererla ein Gastwirt, ein Gemischtwarenhändler, zwei Sägewerke, ein Schneider und einige Landwirte ansässig.